# Заречное (Нуринский район)
Заре́чное (каз. Заречное) — село в Нуринском районе Карагандинской области Казахстана. Административный центр Заречного сельского округа. Находится на левом берегу реки Нура, примерно в 11 км к юго-юго-западу (SSW) от посёлка Нура, административного центра района, на высоте 400 метров над уровнем моря. Код КАТО — 355247100.

## Население
В 1999 году численность населения села составляла 1625 человек (838 мужчин и 787 женщин). По данным переписи 2009 года в селе проживало 1255 человек (621 мужчина и 634 женщины).